# Bertalan Vilmos
Bertalan Vilmos (Budapest, 1911. május 26. – Budapest, 1985. november 10.) magyar művészettörténész, muzeológus, Munkácsy-díjas (1970). 

## Életpályája
1934-ben a budapesti egyetemen szerzett művészettörténész diplomát. 1937-ben  Olaszországban járt tanulmányúton, állami ösztöndíjjal. 1938-ban a Fővárosi Múzeumban helyezkedett el. A második világháború után előbb a Petőfi Irodalmi Múzeum vezetésével bízták meg, ahol Petőfi- és József Attila-kiállítást rendezett, majd a Fővárosi Történeti Múzeum osztályvezetője, később a Kiscelli Múzeum főmunkatársa lett. 

## Kutatási területe
Elsősorban Pest-Buda 18–19. századi műemlékeivel és művészetével foglalkozott. A kortárs művészek közül Domanovszky Endre művészetét elemezte behatóbban.

## Díjai, elismerései
- A Régészeti és Művészettörténeti Társulat Pasteiner-éremmel tüntette ki (1942).
- Munkácsy Mihály-díj (1970)

## Főbb művei
- Az Óbuda-kiscelli trinitárius kolostor és templom (Bp., 1942)
- Pest a reformkor és a szabadságharc idején (Bp., 1956)
- A régi Pest (Bp., 1956)
- A színek varázsa. Domanovszky Endre gobelinjei (Bp., 1977)